# William Rice
William C. "Colonel" Rice (Estats Units, 1881 - ?) va ser un remer estatunidenc de naixement i canadenc d'adopció que va competir a principis del segle xx.
El 1904 va prendre part en els Jocs Olímpics de Saint Louis, on va guanyar la medalla de plata en la prova de vuit amb timoner del programa de rem.